# Портсмутська військово-морська верф

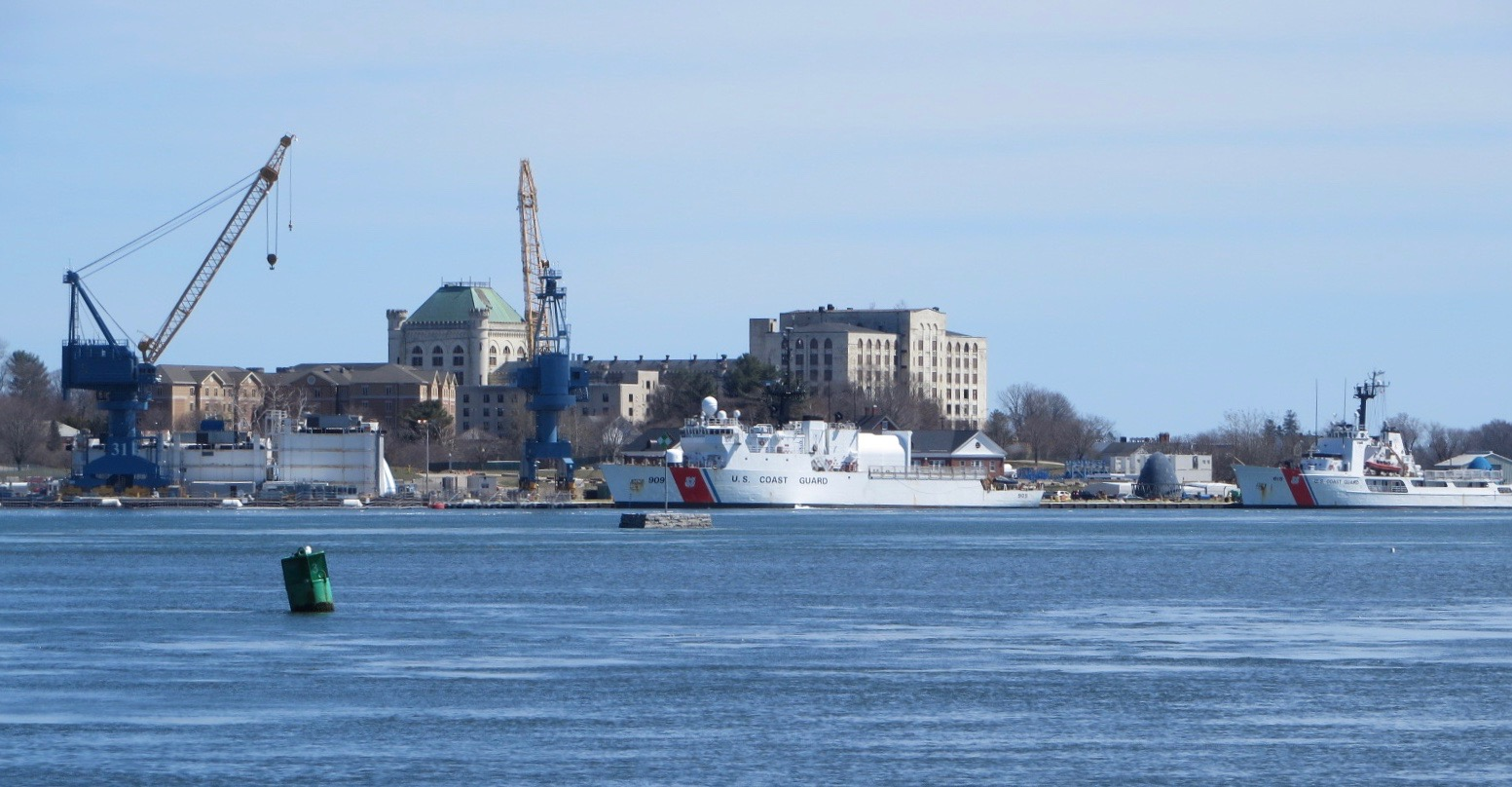
Вигляд на острові Сіві, де розташовані основні інсталяції верфі компанії «Портсмутська військово-морська верф»

Портсмутська військово-морська верф (англ. Portsmouth Naval Shipyard, PNS) — американська суднобудівна верф ВМС США, що розташована в місті Кіттері на південній межі штату Мен, неподалік від міста Портсмут на східному узбережжі США. Портсмутська військово-морська верф виконує завдання з капітального ремонту, обслуговування та модернізації підводних човнів ВМС США. Незважаючи на те, що PNS номінально є державною верф'ю, роботи з підводними човнами здійснюють кілька приватних корпорацій (наприклад, Delphinius Engineering of Eddystone; Oceaneering International of Chesapeake; Orbis Sibro of Mount Pleasant та QED Systems Inc.) технічне обслуговування та оновлення там, згідно з оголошеннями публічних контрактів.

## Зміст
Портсмутська військово-морська верф була заснована 12 червня 1800 року за часів адміністрації президента Джона Адамса і є найстарішою безперервно діючою верф'ю ВМС США. Географічно інсталяції корабельні розташовані на групі островів під назвою Сіві на річці Піскатаква, чия стрімка припливна течія перешкоджає льоду блокувати судноплавство до Атлантичного океану.
Цей район мав давні традиції суднобудування. З часів колоніального поселення ліси Нью-Гемпшира та Мена забезпечували пиломатеріали для будівництва дерев'яних човнів. 1696 році був побудований лінійний корабель 4 рангу «Фолкленд», що вважається першим британським військовим кораблем, побудованим у Тринадцяти колоніях. У 1776 році під час революції «Ролі» був побудований у Кіттері і став першим кораблем, який підняв американський прапор у бою. За ним пішли інші військові кораблі, включаючи «Рейнджер», запущений у 1777 році під командуванням капітана Джона Пола Джонса. Він став першим кораблем ВМС США, який отримав офіційний салют у морі від іноземної держави. 36-гарматний «Конгрес» став один з перших шести фрегатів ВМС США, що був побудований на верфі з 1795 по 1799 рік.
У 1790-х роках міністр військово-морських сил Бенджамін Стоддерт вирішив побудувати першу федеральну верф.
Під час Першої світової війни на верфі вперше почали будувати підводні човни, при цьому L-8 став першим човном, побудованим військово-морським заводом США. Одночасно корабельня продовжувала капітальний ремонт та обслуговування надводних суден. На цей час близько 5 000 працівників робило на об'єктах верфі. У Другій світовій війні чисельність персоналу Портсмутської військово-морської верфі зросла майже до 25 000 осіб, коли у доках було побудовано понад 70 підводних човнів, а рекорд — 4 за один день. Коли війна закінчилася, верф стала центром ВМС з проектування та розробки підводних човнів. Сьогодні на суднобудівній верфі проводиться капітальний ремонт, заправка та модернізація найсучасніших атомних підводних човнів ВМС США.